# Suraua
Suraua est une localité et une ancienne commune suisse du canton des Grisons, située dans la région de Surselva.

## Histoire
Le 1er janvier 2013, la commune a fusionné avec Degen, Lumbrein, Morissen, Cumbel, Vignogn, Vella et Vrin pour former la nouvelle commune Lumnezia.